# Hoftag

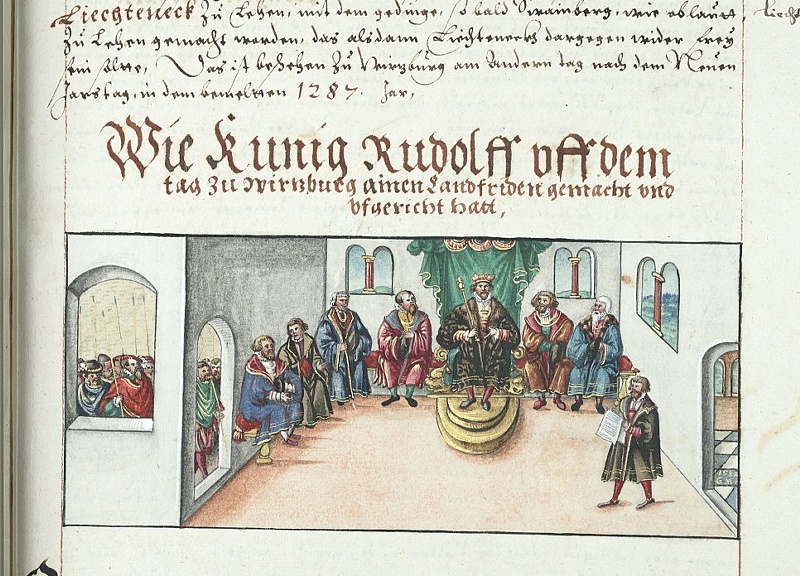
Wie Kunig Rudolff vff dem tag Zu Wirtzburg ainen Landfriden gemacht vnd vfgericht hatt, représentation d'un Hoftag de la chronique des évêques de Würzburg, pas contemporain

Le Hoftag est le rassemblement informel et irrégulier du roi ou de l'empereur germano-romain avec des nobles choisis du Saint Empire romain. La recherche la plus ancienne se réfère à ces réunions sous le nom de Reichstag , bien que les réunions ne soient pas liées de manière abstraite au Reich, mais spécifiquement au dirigeant respectif. 

## Histoire
Déjà au Haut Moyen Âge, l'obligation de comparaître personnellement à la cour pour des consultations et décisions à la demande du roi découle de l'obligation de prêt d'assister le roi en paroles et en actes; dénommé Hoffahrtspflicht. Pour cela, les Hoftage ont été fixés. Ces jours d'audience sont nommés différemment dans les sources. Il existe des noms tels que parlamentum , conventus , colloque , curia , curia regis . Toutes ces désignations pourraient être complétées par des adjonctions telles que solemnis en français : « solennellement » ou magnus en français : « grand », afin de préciser le sens de la réunion. Les Hoftage ne différaient des consultations normales de la Cour en substance qu'en présence des personnes invitées. Ceux-ci peuvent être des princes, des nobles, des dignitaires religieux ou des représentants de puissances étrangères. Depuis le XIIIe siècle, les représentants des villes impériales étaient invités, eux aussi, aux Hoftage. Les Hoftage étaient également organisés dans le cadre de la cour et strictement liés au roi.
La date à laquelle le roi tenait de tels Hoftage et qui il invitait était à son entière discrétion. Il est donc difficile d'établir une distinction entre le consentement juridiquement valable des princes à une décision et un simple conseil. Cependant, l'obligation de conseiller le roi donna bientôt aux princes le droit d'être entendu avant de traiter des questions importantes concernant l'empire, telles que par exemple le contingent du Reichsheerfahrt. La matières le roi demandait le conseil et obtenait l'approbation des princes semble avoir été en grande partie à la discrétion du roi, de sorte qu'il ne peut être question d'une co-domination institutionnalisée des princes.

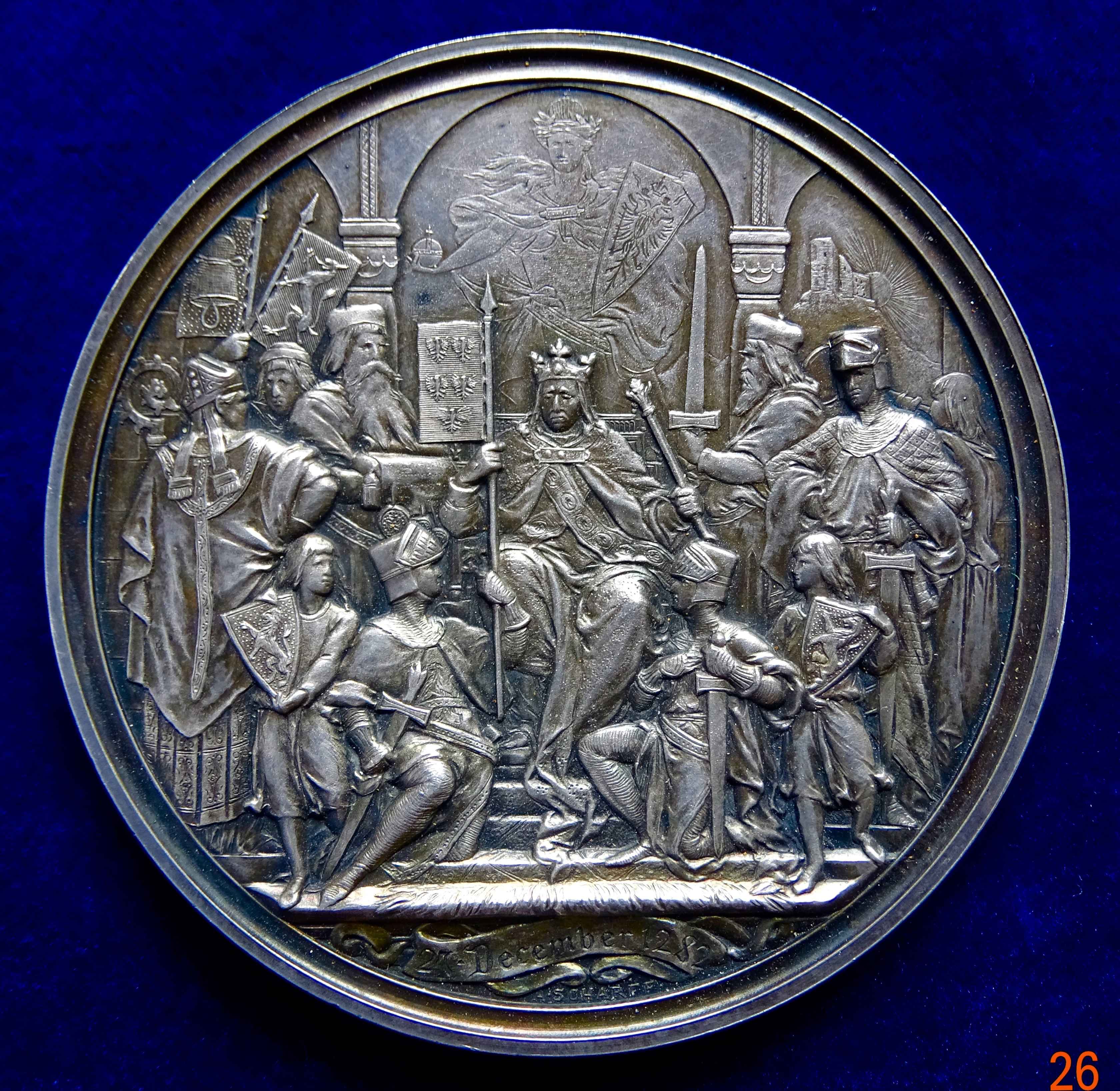
Hoftag 1282 Augsbourg, face de la médaille d'argent de Scharff à l'occasion du anniversaire de la monarchie de Habsbourg. En ce Hoftag, Rudolf von Habsburg, après approbation des Prince-électeurs, a donné à ses fils Albrecht et Rudolf les terres d'Autriche, de Styrie, de Carniole et la marque Windische.

Les documents du haut et du haut Moyen Âge, qui contiennent d'importantes décisions politiques ou dispositions sur les biens impériaux, soulignent que les décisions ont été prises avec le « conseil » et le « consentement » des princes. Les deux termes sont utilisés de façon synonymes dans ces documents, du point de vue de leur pertinence juridique. Ceux qui n'étaient pas invités par les princes ou qui s'opposaient au roi ne se sentaient pas liés par les décisions de la cour.
Le Grand Interrègne du XIIIe siècle assuma le rôle des Prince-électeurs, étant donné que ceux-ci étaient seuls à jouer le rôle de princes de l'empire et que, par ce que l'on appelle les Willebriefe en français : « lettres d'intention », leur consentement formel aux décrets royaux concernant le Reichsgut était donné. Mais même dans ce cas, aucune obligation de la part du roi n’est reconnaissable dans la demande de telles lettres d'intention pour ses décrets. 
À la suite du retrait de la royauté à la fin du XIVe siècle sur les territoires héréditaires respectifs et sa faiblesse générale au temps des Grafenkönige, les jours sans roi, assemblée des grands sans le monarque, ont gagné de plus en plus d'importance. Les Hoftage n'ont que rarement eu lieu. L'institution juridique du Reichstag s'est développée à partir de cette époque sans royauté (en allemand Königslose Tage) à la fin du XVe siècle. En particulier, la diète de Worms (1495) a marqué de manière significative la réforme de l'empire. Le roi allemand Maximilian Ier acceptait la transformation de l’institution du Hoftag en Reichstag en français : « diète » en tant qu’instrument politique influent.